# Dichotomius nimuendaju
Dichotomius nimuendaju là một loài bọ cánh cứng trong họ Bọ hung (Scarabaeidae).